# Wilhelm Keck (Ingenieur)

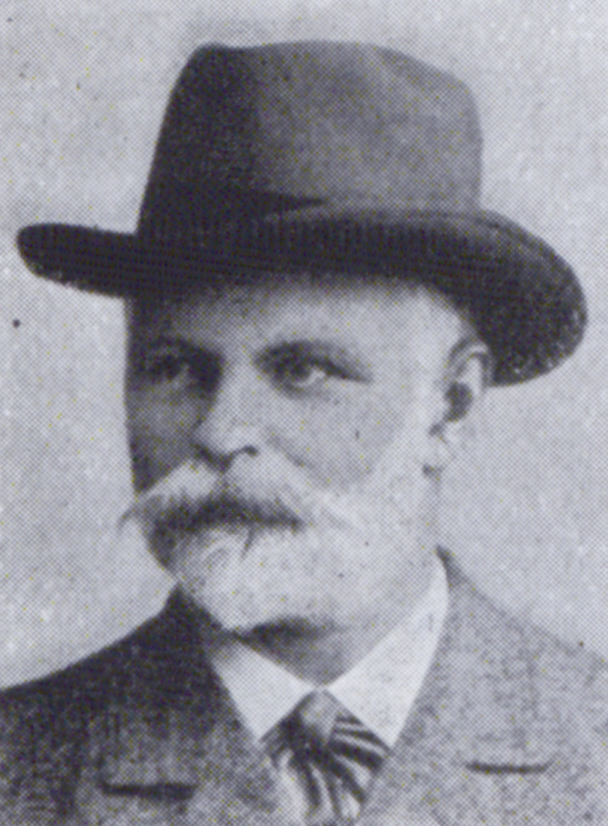
Wilhelm Keck

Wilhelm Keck (* 7. Juli 1841 in Kniestedt; † 20. Juli 1900 in Hannover) war ein deutscher Ingenieur und Hochschullehrer. 

## Leben
Keck begann seine Laufbahn 1865 als Maschineningenieur bei der Eisenbahnmaschinen-Inspektion in Göttingen. Drei Jahre später wechselte er ins Zentralbüro der Hamburg-Venloer Bahn in Osnabrück, bevor er 1870 Lehrer der Mechanik an der Polytechnischen Schule Hannover wurde. Hier lehrte er allgemeine Mechanik und Ingenieur-Mechanik, einschließlich der graphischen Statik für alle Abteilungen. 1873 wurde ihm das Prädikat Professor verliehen, 1895 wurde er zum Geheimen Regierungsrat ernannt. 

## Schriften
- Über die Ermittlung der Spannungen in Fachwerksträgern mit Hülfe der graphischen Statik nach Culmann’s „Graphischer Statik“ (Zürich 1866). In: Zeitschrift des Architecten- und Ingenieur-Vereins zu Hannover, Jahrgang 1871.
- Vorträge über Elasticitätslehre als Grundlage für die Festigkeits-Berechnung der Bauwerke. 2 Bände, Helwing, Hannover 1892 und 1893. (mehrere weitere Auflagen)
- Vorträge über Mechanik als Grundlage für das Bau- und Maschinenwesen. 2 Bände, Helwing, Hannover 1896 und 1897. (mehrere weitere Auflagen)
  - Band 1: Mechanik starrer Körper (1896)
  - Band 2: Mechanik elastisch-fester und flüssiger Körper (1897) (Digitalisat)